# Giovan Battista Di Menna
Giovanni Battista Di Menna (Agnone, 1804 – ...) è stato un presbitero e predicatore italiano.

## Biografia
È messo da ragazzo in convento nell'ordine dei Cappuccini a Penne. Diventa lettore di filosofia e teologia nei conventi di Pescara e di Tocco da Casauria, quindi missionario in Tunisia per la Propaganda Fide.
Una profonda crisi personale nell'1837 lo spinge a rivedere radicalmente tutte le sue concezioni di cattolico romano e, avendo pubblicato le sue persuasioni al riguardo, subisce persecuzioni tali da spingerlo a recarsi, nel 1838 sull'isola di Malta dove trova riparo in un luogo che si dimostra accogliente per ex-sacerdoti come lui. A Malta, infatti, trovano accoglienza pure altri insigni rifugiati italiani, come Giacinto Achilli (ex-domenicano noto per aver portato in tribunale il cardinale Newman) e Gabriele Rossetti. Aderisce alla fede evangelica (anglicana) riformando le sue precedenti persuasioni cattoliche-romane.
Dall'ottobre del 1837 all'aprile 1838 intrattiene una corrispondenza pubblicata con il padre gerosolimitano Emanuele Borg ed il Canonico Psaila che volevano convincerlo a ritornare al Cattolicesimo.
Malta è allora centro di propaganda protestante verso l'Italia e l'intera area del Mediterraneo. A Malta, infatti, nel XIX secolo sono molto attive la Società Biblica Britannica e Forestiera (istituita nel 1804 con il duplice obiettivo di promuovere l'istruzione fra le classi popolari e fornire loro la possibilità di leggere la Bibbia), come pure la SPCK (Society for Promoting Christian Knowledge) le cui attività erano appoggiate dall'Ufficio Coloniale inglese. La prima pubblicazione evangelica in Italiano era stata pubblicata a Malta nel 1845 da M. A. Camilleri, un ex-sacerdote cattolico maltese che aveva seguito i passi del professore universitario Cleardo Nardi.
L'ex-cappuccino risulta già nel 1839 impiegato della SPCK alla revisione della traduzione Diodati della Scrittura.
L'8 aprile 1841 il vescovo di Londra riceve la sua pubblica abiura del Cattolicesimo e lo ammette nella comunione della Chiesa di Inghilterra, presso la Cappella Reale di Whitehall, insieme agli ex-sacerdoti cattolici portoghesi P. C. Mello e Vincent Gomez.
Nel 1843 insegna italiano nel Collegio di Eton e tenta di lanciare un periodico dal titolo L'Aulico Illustre ed anche delle traduzioni in italiano dei Salmi di Davide, ma l'iniziativa non ha successo ed è criticata perché trovata scadente dallo stesso Gabriele Rossetti incaricato di rivederla.
Nel 1844 Di Menna è preso in prova e poi assunto dalla "Missione londinese per l-evangelizzazione e l'istruzione degli italiani', alle dipendenze della London City Mission. Diventa, così predicatore popolare, che sa essere la sua vera vocazione. Evangelizza, infatti, negli slum di Londra dove si ammassano molti immigrati italiani e si pratica lo sfruttamento di bambini italiani comprati in Italia e ridotti in schiavitù. Sovrintende alle sue attività Arthur Fitzgerald barone di Kinnaird, membro del comitato della Società missionaria.
Apre così una casa missionaria a Saffron Hill con un certo successo, visitando poi privatamente i suoi connazionali per parlar loro dell'Evangelo. Durante una sua predicazione a Saffron Hill si converte Camillo Mapei, che poi collabora con l'Eco di Savonarola.
Partecipa al suo lavoro la moglie d'origine francese, che prepara le relazioni del lavoro svolto dal marito per la London City Mission.
Nel 1846 pubblica a Londra il "Pastore appenninese" a spese del Lord Kinnair, sostenitore dell'Eco di Savonarola. In esso fa appello agli italiani ed al Papa stesso perché si volgano a Cristo come unico Salvatore, insistendo sulla dottrina della sola grazia e del sola Scrittura.
Si occupa della traduzione italiana del Book of Common Prayer e scrive numerosi trattati evangelistici.
Il Di Menna copie un vasto lavoro di colportaggio, diffondendo un gran numero di Bibbie e trattati cristiani. Molte di queste Bibbia sono pure distribuite fra marinai italiani. Non si tratta di un lavoro facile, però, non solo per il disinteresse della grande maggioranza degli esuli italiani per la predicazione evangelica, che per la militante opposizione degli ambienti cattolici.
L'Eco di Savonarola riporta come ancora sia attivo nel 1857 come predicatore in Liguria. Non si conosce la data della morte.

## Opere
- Giovan Battista di Menna, Carteggio sopra soggetti di religione fra il rev. Giambattista Di Menna, già missionario della Congregazione di Propaganda fide, poi divenuto protestante, e due sacerdoti cattolici romani, Malta, 1839. Traduzione inglese: Giovanni Battista di Menna, Authentic Correspondence of ... J. B. di Menna ... with two Roman Catholic Priests [E. Borg and P. P. Psaila] resident in Malta in the year 1838. Translated ... by W. R. Payne ... To which are prefixed some particulars of ... J. B. di Menna's life, London, 1841.

- Giovan Battista di Menna, Il Pastore appenninese cattolico ed apostolico, pp. 24. J. Nisbet & Co.: Londra, 1846

- Giovan Battista Di Menna, L'Aulico Illustre. A publication on Italian literature and the Psalms of David. [By G. B. di Menna.] no. 1, Windsor, [1842.].